# Положевич Олександр Олександрович
Олекса́ндр Олекса́ндрович Положе́вич — старший солдат Збройних Сил України, учасник російсько-української війни, що загинув у ході російського вторгнення в Україну в 2022 році.

## Життєпис
Олександр Положевич народився 1 березня 1989 року в м. Новому Роздолі Львівської області. 1995 року пішов до першого класу загальноосвітньої школи № 2 в рідному місті. Потім здобув професійну освіту в Новороздільському професійному ліцеї будівництва та побуту, спеціальність — будівельна справа. Працював за фахом. У 2019 році підписав контракт із ЗСУ та брав участь у війні на сході України. З початком повномасштабного російського вторгнення в Україну 24 лютого 2022 року сам добровільно пішов до військкомату для мобілізації до лав Збройних сил України. Загинув Олександр Положевич 16 березня 2022 року внаслідок бойового зіткнення та масованого артилерійського обстрілу поблизу міста Попасна Луганської області. Поховали загиблого 27 березня 2022 року в рідному місті.

## Родина
У загиблого залишилися матір, дружина та четверо дітей Анастасія (нар. 2013), Олексій (нар. 2012), Віталій (нар. 2010), а також Христина (дочка дружини) студентка Національного університету «Львівська політехніка».

## Нагороди
- Орден «За мужність» III ступеня (2022, посмертно) — за особисту мужність і самовіддані дії, виявлені у захисті державного суверенітету та територіальної цілісності України, вірність військовій присязі[4].

## Ушанування пам'яті
У Новороздільській міській територіальній громаді 21–23 березня 2022 року оголосили Днями жалоби за загиблим земляком Олександром Положевичем.